# Титенков, Константин Николаевич
Константин Николаевич Титенков (16 июня 1911 — 10 октября 1941 года) — советский лётчик, Герой Советского Союза.

## Биография
Константин Николаевич родился в селе Ярцево 16 июня 1911 года. После окончания семилетней школы работал на Ярцевской текстильной фабрике.
В 1932 году окончил Ленинградскую военно-теоретическую авиационную школу, в 1933 году — 7-ю Сталинградскую военную авиационную школу лётчиков. Служил в Забайкальском военном округе. В 1938 году получил назначение в формирующийся под Москвой 11-й истребительный авиационный полк, ВВС Московского военного округа. Летал на истребителе И-16, в 1940 году освоил Як-1. Назначен командиром эскадрильи. Вместе со своими однослужащими он защищал от захватчиков небо Москвы.

### Подвиг
Ночью 22 июля 1941 года капитан Титенков повёл звено навстречу немецким самолётам, летевшим к Москве. В районе Дорохова лётчики встретили бомбардировщик «He-111» и совместными атаками сбили его. Самолёт оказался флагманским. Полковник и подполковник немецкой армии, летевшие в нём, были убиты, а остальные два члена экипажа сдались в плен. Вся группа вражеских бомбардировщиков, оставшись без ведущего, повернула обратно.
Через два дня — 24 июля — в районе Дорохова Титенков встретил самолёт-разведчик противника «Ю-88». Заметив истребитель, разведчик пытался уйти. Титенков преследовал его и последовательными атаками сбил в районе Вязьмы. 10 августа он патрулировал ночью над городом Наро-Фоминском. Бомбардировщик «Ю-88» намеревался бомбить район сосредоточения советских войск. Константин Николаевич зашёл ему в хвост и сбил первой же очередью.
Были у Титенкова и встречи с вражескими истребителями. Один из «мессершмиттов» он сбил в районе Юхнова 7 октября 1941 года.
Всего капитан Титенков совершил 172 боевых вылета, уничтожил лично четыре самолёта противника и два — в группе ведомыми.
10 октября 1941 года при выполнении боевого задания самолёт Титенкова был подбит. Заходя на посадку в сложных метеоусловиях и при недостатке горючего, он разбился недалеко от аэродрома Кубинка.
За героизм и мужество в борьбе с захватчиками, воспитание молодых лётчиков Указом Президиума Верховного Совета СССР от 28 октября 1941 года Титенкову Константину Николаевичу присвоено звание Героя Советского Союза.
В 1966 году на месте крушения был найден орден Ленина, принадлежавший Титенкову.

## Награды
- Медаль «Золотая Звезда» Героя Советского Союза;
- два ордена Ленина.

## Память
- Мемориальная доска установлена на Ярцевской хлопчатобумажной фабрике.
- В музее Ярцевского ПТУ № 14 находятся бюст Титенкова[4].
- В лесном массиве в 2,25 км северо-северо-западнее станции Кубинка, примерно в 150 м к востоку от ворот садового товарищества «Ручеёк», на месте гибели К. Н. Титенкова установлен обелиск (см. Яндекс-карты; 55.597848, 36.677375).